# Kaibabhörnchen
Das Kaibabhörnchen (Sciurus aberti kaibabensis) ist ein Eichhörnchen, das im Kaibab-Plateau am Nordrand des Grand Canyons beheimatet ist. Früher wurde es als eigenständige Art (Sciurus kaibabensis) klassifiziert, heute wird es als Unterart des Aberthörnchens (Sciurus aberti) angesehen.

## Beschreibung
Es hat einen 35 cm langen dunkelgrauen bis schwarzen Körper und einen 25 cm langen weißen buschigen Schwanz. Das mittelgroße Hörnchen hat von allen Unterarten des Aberthörnchens den im Verhältnis zur Körperlänge kürzesten Schwanz. Es ist stahlgrau und besitzt in der Regel einen dorsalen rötlichbraunen Fleck. Der Bauch ist schwarz oder schwärzlich grau, der Schwanz sowohl unterseits wie oberseits weiß und nur mit wenigen schwarzen Haaren durchsetzt. An den Ohren befinden sich Büschel, die bei älteren Tiere eine Länge von 25 bis 50 Millimeter erreichen können. Sie stehen im Winter aufrecht und sind im Sommer kaum zu sehen.

## Verbreitung und Lebensweise

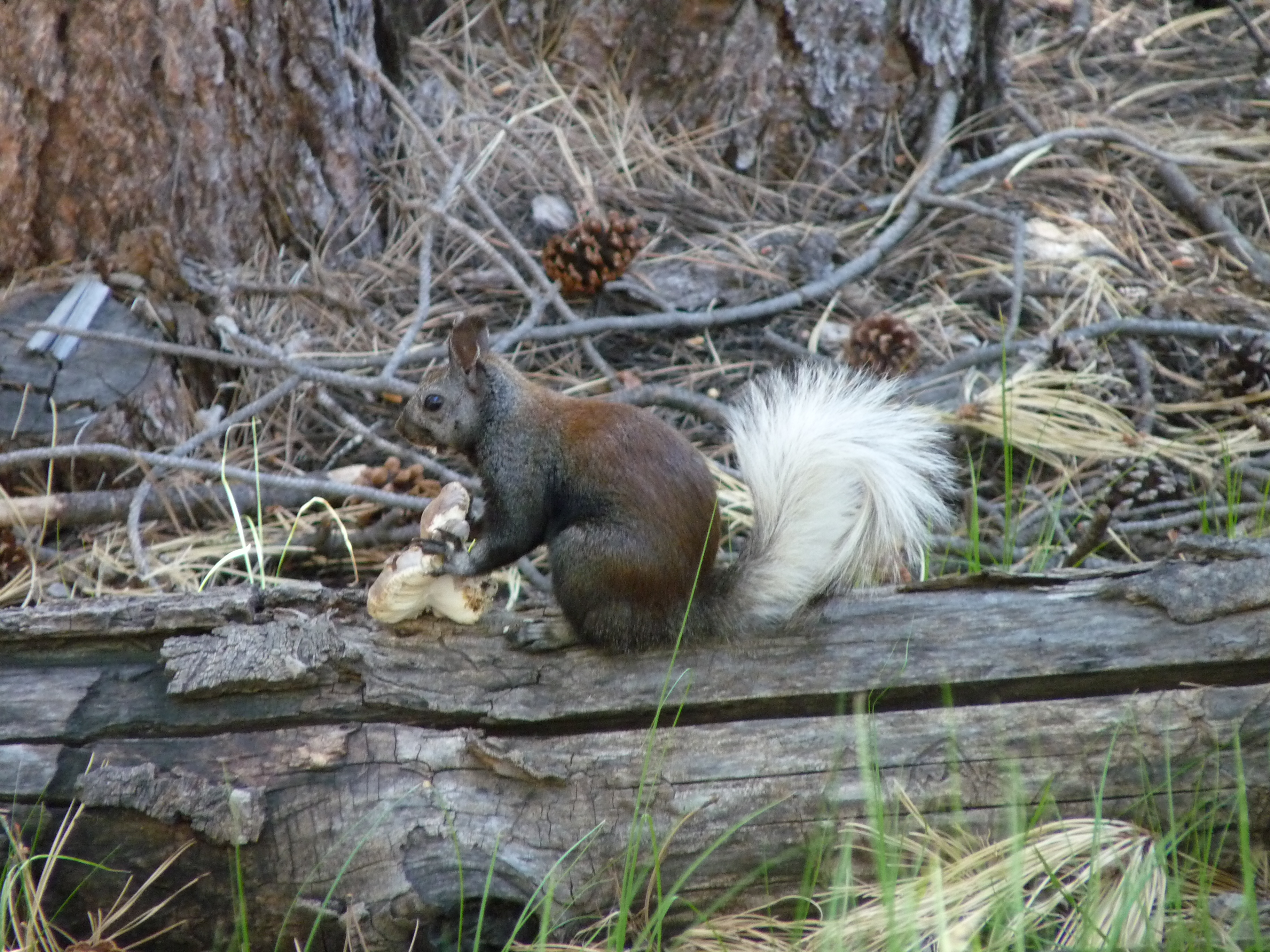
Kaibabhörnchen

Die Hauptpopulation lebt in einem 800 km² großen Areal, im sogenannten Kaibab-Plateau am Nordrand des Grand Canyon im Südwesten der USA in Arizona. Um Seuchen und anderen Katastrophen vorzubeugen, wurde es auch in anderen Regionen Arizonas eingebürgert. Die Population der Hörnchen ist abhängig von der Menge der Gelbkieferzapfen, die ihre Hauptnahrung bilden. Es ernährt sich außerdem von Eicheln, Früchten, Pilzen sowie von Samen und Rinde. Die Schlafnester werden in den Zweigen der Bäume errichtet und die Nester aus Zweigen und Kiefernadeln. Die Jungen werden zwischen April und August geboren.

## Isolation und Gefährdung
1965 wurde der Kaibab National Forest auf dem Plateau unter Naturschutz gestellt. Trotzdem gab es immer wieder Opfer durch verwilderte Hunde und Katzen. Außerdem macht es seine starke Abhängigkeit von den Gelbkieferbeständen sehr verwundbar. Das Kaibabhörnchen entwickelte sich vor Millionen von Jahren aus dem Aberthörnchen, das am Südrand des Grand Canyons beheimatet ist. Als der Grand Canyon durch Erosion geformt wurde, wurden die Kiefernwälder getrennt und am Nordrand des Canyons entwickelte sich eine eigenständige Unterart.